# Zanclodon
Zanclodon es un género extinto de reptil arcosaurio que vivió en Europa entre el Triásico Medio (237—235 millones de años).
Zanclodon ('diente de guadaña') fue anteriormente clasificado en la familia Teratosauridae, dentro de Theropoda. La especie tipo, Zanclodon laevis, está basada en un maxilar de un arcosaurio indeterminado. Por lo tanto, el género no puede ser identificado inequívocamente.

## Especies
- Z. laevis (Plieninger, 1846) [originalmente "Smilodon"] (Especie tipo)
- Z. crenatus (Plieninger, 1846) [originalmente "Smilodon"]
- Z. bavaricus (Fraas, 1894 vide Sandberger, 1894) = Sauropodomorpha incertae sedis
- Z. plieningeri (Fraas, 1896) = sinónimo más moderno de Z. laevis
- Z. arenaceus (Fraas, 1896)
- Z. cambrensis (Newton, 1899) = "Newtonsaurus" (Welles & Pickering, 1993) – nomen nudum, conocido a partir de un diente hallado en el sur de Gales.
- Z. schutzii (Fraas, 1900) = Batrachotomus
- Z. silesiacus (Jaekel, 1910)

## Literatura
- Benton, M.J. 1986. The late Triassic reptile Teratosaurus – a rauisuchian, not a dinosaur. Palaeontology 29: 293–301.
- E. Fraas. 1900. Zanclodon schützii n. sp. aus dem Trigonodusdolomit von Hall [Zanclodon schützii n. sp. from the Trigonodus-dolomite of Halle]. Jahreshefte des Vereins für Vaterländische Naturkunde in Württemberg 56:510-513
- O. Jaekel. 1910. Ueber einen neuen Belodonten aus dem Buntsandstein von Bernburg [On a new belodontid from the Buntsandstein of Bernburg]. Sitzungsberichte der Gesellschaft Naturforschender Freunde zu Berlin 1910(5):197-229
- Newton, E.T. (1899). On a megalosaurid jaw from Rhaetic beds near Bridgend (Glamorganshire). Quarterly Journal of the Geological Society of London 55:89-96.
- T. Plieninger. 1846. Über ein neues Sauriergenus und die Einreihung der Saurier mit flachen, schneidenden Zähnen in Eine Familie [On a new saurian genus and incorporating the saurian with flat, cutting teeth into a family]. Jahreshefte des Vereins für Vaterländische Naturkunde in Württemberg 2:148-154
- R. R. Schoch. 2011. New archosauriform remains from the German Lower Keuper. Neues Jahrbuch für Geologie und Paläontologie Abhandlungen 260:87-100